# هستك (زلاغي الشرقي)
هستك (بالإنجليزية: Hastak)‏ هي منطقة سكنية تقع في إيران في لرستان. يقدر عدد سكانها بـ 108 نسمة .